# Рединг (Канзас)
Рединг (енгл. Reading) град је у америчкој савезној држави Канзас.

## Демографија
По попису из 2010. године број становника је 231, што је 16 (-6,5%) становника мање него 2000. године.
| Група             | 2000.       | 2010.       |
| Белци             | 241 (97,6%) | 222 (96,1%) |
| Афроамериканци    | 1 (0,4%)    | 0 (0,0%)    |
| Азијати           | 0 (0,0%)    | 0 (0,0%)    |
| Хиспаноамериканци | 4 (1,6%)    | 9 (3,9%)    |
| Укупно            | 247         | 231         |